# Isaac Sailmaker
Isaac Sailmaker, né Isaac Zeilmaker en 1633 à Schéveningue dans les Provinces-Unies et mort à Londres le 28 juin 1721, est un peintre de marine de l’âge d'or de la peinture néerlandaise notamment connu pour ses tableaux représentant la marine de la république des Provinces-Unies ainsi que la Royal Navy lors du siècle d'or néerlandais.
Il est aussi célèbre pour ses peintures de vaisseaux et de phares.

## Biographie
Il se rend à Londres pour travailler pour George Geldorp puis plus tard pour Oliver Cromwell.  

## Œuvres
Son tableau du Phare d'Eddystone (Eddystone Lighthouse) est célèbre (le phare représenté dans ce tableau a été remplacé par un autre phare).